# Order-in-Council
Az Order-in-Council (magyarul tanácsban hozott rendelet) a törvényhozás egyik módja a Nemzetközösségi királyságokban. Ezeket a rendeleteket formálisan a Királyi Államtanács hozza a királynő nevében (Queen-in-Council); Kanadában a Királynő Kanadai Királyi Államtanácsa hozza őket a főkormányzó nevében; míg a koronához tartozó többi birodalomban, Kanadai tartományokban, az ausztrál államokban illetve a Brit Tengerentúli Területeken a főkormányzó, alkormányzó vagy kormányzó nevében a Végrehajtó Tanács hozza őket (Governor-in-Council).

## Jóváhagyás
Bár névlegesen a rendeleteket a királynő vagy képviselője hozza, az ő jóváhagyása csupán formalitás. Ami valójában történik, hogy a Lord President of the Council, A Királynő Kanadai Királyi Államtanácsának Elnöke, vagy a nekik megfelelő személy más királyságokban (egy kormányminiszter), felolvas egy adag a kormány által megfogalmazott Order-in-Councilt az uralkodó vagy alkirályi hivatalnok (általában egy főkormányzó) előtt, aki minden pár rendelet után kijelenti, hogy „Agreed”, azaz hogy egyetért velük. Ezek után érvényes jogszabályok lesznek. Feljegyeztek azonban több olyan esetet is a különböző királyságokban amikor a kormányzó megkérdőjelezte a gyakorlati alapját egy szabályozási javaslatnak és megtagadta a királyi jóváhagyást, miután a rendeletet visszaküldték az érintett minisztériumnak átdolgozásra.

## Típusai és használatuk
Két különböző típusú Order-in-Council létezik: Különbséget kell tenni azon esetek közt, amikor a Queen-in Council illetve Governor-in-Council a királyi előjoggal élve hozza meg a rendeletet, és a parlamenti törvényekkel összhangban hozott rendeletek közt. Az első típus elsődleges törvényhozás, és nem igényel törvényt a hatályához, bár a törvények felülírhatják (Council of Civil Service Unions v. Minister for the Civil Service [1985] 374 at 399, per Lord Fraser of Tullybelton). Ez a típus egyre ritkábbá válik, ahogy a törvények egyre inkább belépnek a korábban a királyi előjog által lefedett területekre (ugyanis az olyan ügyek amikben a Parlament nem hozott törvényt a királyi előjog körébe esnek).
A második esetben az Order-in-Council csupán egy alternatív formája a rendeletalkotásnak (az Egyesült Királyságban ezt a Statutory Instruments Act 1946 szabályozza), bár több formalitásnak van kitéve mint az egyszerű rendeletek. Ezeket az Order-in-Councilokat általában a legfontosabb másodlagos jogszabályok meghozására korlátozzák, de valószínűsíthető hogy gyakoribb lesz az alkalmazásuk a jövőben. Mint minden rendeletet ezeket is megsemmisíthető az alsó- vagy a felsőház egyikének határozata, vagy az egyik ház hozzájárulása – kivételes esetekben mindkettő – hozzájárulása kell az érvényességükhöz.
A királyi felségjog körébe tartozó ügyek közé, melyeket Order-in-Councilok szabályoznak, tartoznak a korona hivatalnokainak az ügyei, köztük a köztisztviselők ügyrendje, a Crown Corporationok vezetőinek kinevezése, a Brit Tengerentúli Területek kormányzása, kinevezések az Anglikán egyházban és a nemzetközi kapcsolatok.
A Nemzetközösség többi részében a kormány azon döntéseinek a végrehajtására használják őket, melyek nem igényelnek parlamenti jóváhagyást.
Hagyományosan az Order-in-Council a miniszterelnök eszköze a politikai kinevezésekhez, de arra is használható hogy egyszerű törvényeket egyfajta rendeletként adjanak ki. Gyakran szükségállapot esetén egy kormány kiadhat jogszabályokat Order-in-Council formájában megkerülve a megszokott parlamentáris gyakorlatot a (hatályon kívül helyezett) Defence of the Realm Act (Törvény a birodalom védelméről) és más szükségállapoti jogköröket szabályozó törvények alapján. A legtöbb ilyen módon hozott rendeletet, ha azokat nem vonják vissza a vészhelyzet megszűntével, azonban idővel vagy hivatalossá teszik a rendes törvényhozási folyamaton keresztül is.
Az 1972 és 2007 közötti időszakban Észak-Írország jogszabályainak nagy részét Order-in-Council formájában hozták. Erre az 1974 és 2000 közötti különböző Northern Ireland Act-ek (Észak-Írország törvények) adtak felhatalmazást, és nem a királyi előjog.
A brit Order-in-Councilok bizonyos esetekben használhatók a Brit Tengerentúli Területekre vonatkozó bírósági döntések megváltoztatására a parlament bevonása nélkül. Az Egyesült Királyságban magában a bírói döntéseket kizárólag egy Parlament által hozott törvény vagy egy fellebbviteli bíróság változtathat meg.

## Vitás esetek

### Kanada
Egy a Brian Mulroney-kormány által 1988. november 21-én hozott Order-in-Council létrehozta az AMEX Bank of Canada, habár az akkori szövetségi bankszabályozás nem engedte volna meg az American Expressnek bank üzemeltetését Kanadában.
Miután a Brit Birodalom a szövetségesek oldalán belépett az első világháborúba Kanadában kiadtak egy Order-in-Councilt mely elrendelte az „ellenséges nemzetiségű” külföldiek nyilvántartásba vételét és bizonyos esetekben az internálásukat. 1914 és 1920 között 8579 „ellenséges külföldit” tartottak internáló táborokban fogva.
2004 augusztusában és 2006. augusztus 30-án Order-in-Council utasította el Abdurahman Khadr, a hírhedt Khadr család tagjának, volt Guantanamoi fogvatartottnak, a kanadai útlevélkérelmét.

### Egyesült Királyság
2004-ben sokat vitatott Order-in-Councilokat adtak ki, megpróbálva megváltoztatni egy angliai bírósági ítéletet, amely kimondta, hogy a Chagosi szigetlakók száműzése a Brit Indiai-óceáni Területről törvényellenes volt. A Legfelsőbb Bíróság azonban 2006-ban megállapította, hogy ezek a rendeletek törvénytelenek voltak, kijelentve, hogy „A javaslat, hogy egy miniszter egy order in council segítségével egy egész lakosságot száműzhet egy Brit Tengerentúli Területről azt állítva, hogy a terület békéje, rendje és jó kormányzása érdekében teszi ezt, visszataszító számunkra.” A kormány fellebbezése el lett utasítva, a Fellebbviteli bíróság helybenhagyta azt, hogy a döntést egy „tartózkodás nélkül cselekvő” kormányminiszter törvénytelenül hozta.

## Fordítás
- Ez a szócikk részben vagy egészben  az   Order-in-Council című angol Wikipédia-szócikk ezen változatának fordításán alapul.  Az eredeti cikk szerkesztőit annak laptörténete sorolja fel. Ez a jelzés csupán a megfogalmazás eredetét és a szerzői jogokat jelzi, nem szolgál a cikkben szereplő információk forrásmegjelöléseként.

## Külső hivatkozások
- Queen's University: Orders-in-Council – An Overview